# Centre historique de Naples
Le centre historique de Naples est un espace urbain antique influencé par différentes cultures successives qui ont toutes marqué de leur empreinte l'architecture et le réseau urbain napolitains.

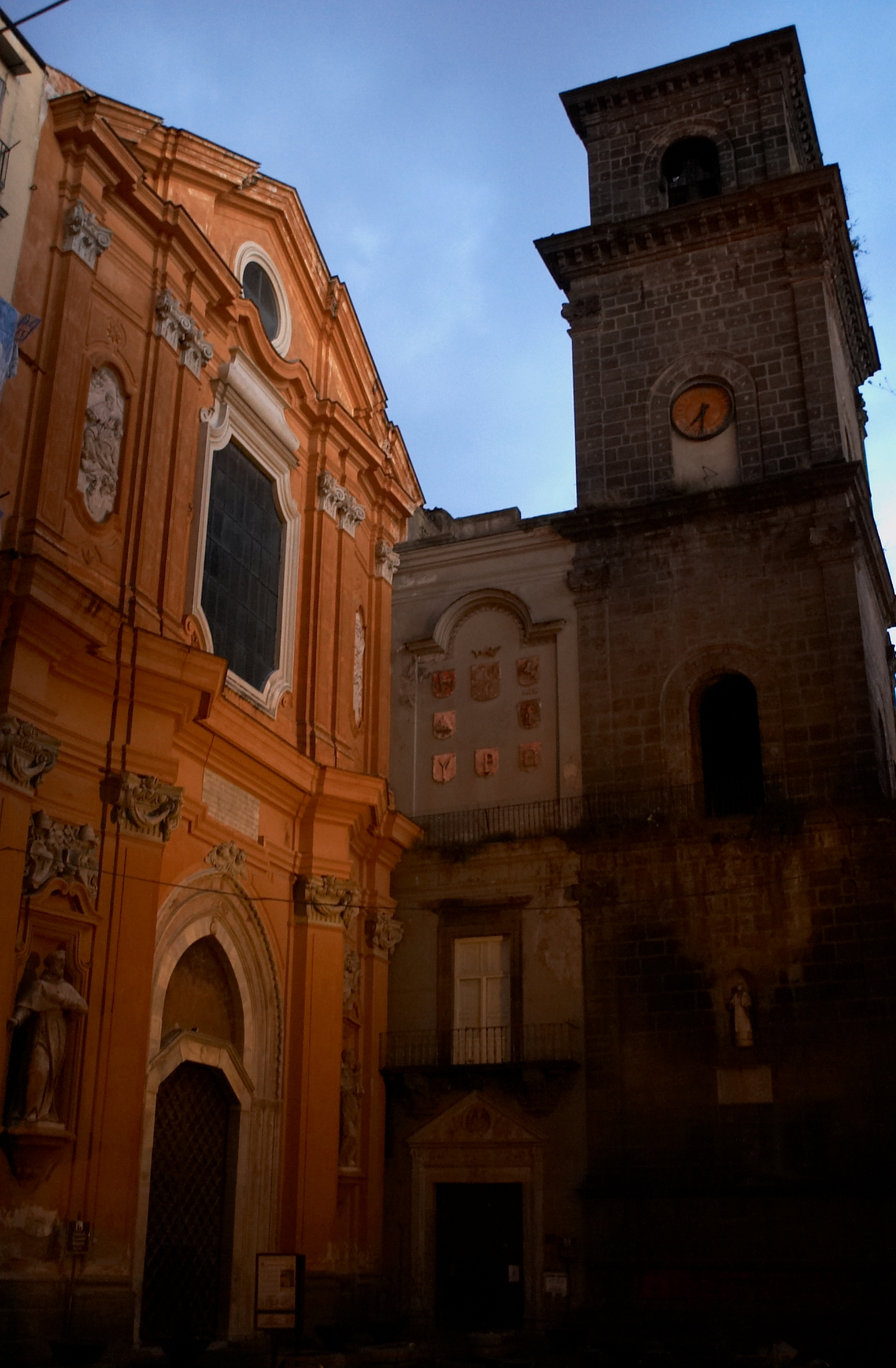
Basilique San Lorenzo Maggiore.

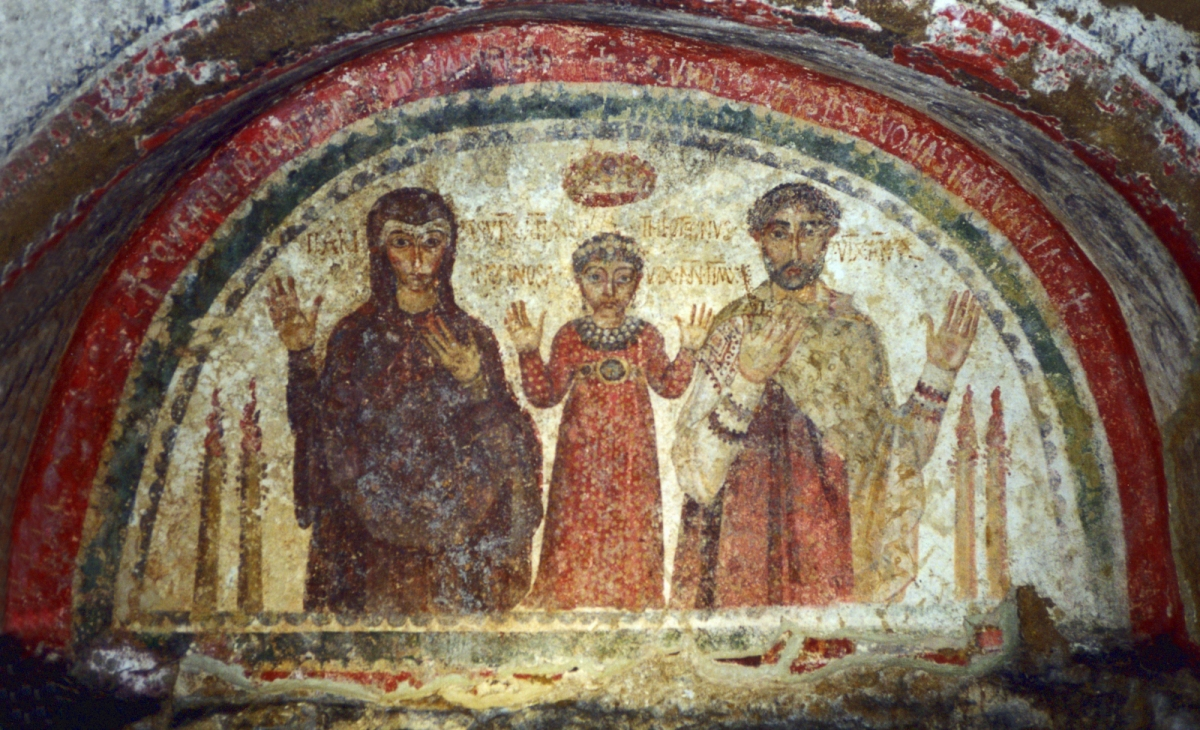
Fresque dans les catacombes de San Gennaro.

## Description
Donnant sur le golfe de Naples et d'une surface de 1700 hectares, il recueille et conserve les traces de plus de vingt cinq siècles d'histoire d'abord grecque, puis romaine, ensuite fédéricienne, angevine, aragonaise et bourbonne.
Il regroupe les quartiers de Avvocata, Montecalvario, San Giuseppe, Porto, Pendino, Mercato, Chiaia, San Ferdinando, Stella (à l'exception de Capodimonte),  San Carlo all'Arena, San Lorenzo et Vicarìa.
C'est un des centres historiques les plus vastes d'Europe, et son unité particulière lui est donnée par son tissu urbain d'origine, parfaitement conservé.
La cité a deux noyaux primitifs : le premier est le Pizzofalcone sur lequel naquit la cité de Parthénope, la seconde est la zone des decumanus d'où émergea Neapolis, avec, en particulier, de nombreux obélisques, monastères, cloîtres, plus d'une trentaine de musées (dont celui d'archéologie), vestiges des murs d'enceinte d'origine du IVe siècle av. J.-C., catacombes, fouilles archéologiques avec des vestiges romains et grecs, bas-reliefs, frises monumentales, colonnes médiévales supportant des palais historiques.
Le centre de Naples, en outre, se caractérise par ses nombreuses églises (plus de quatre cents), dont San Gennaro, San Giorgio Maggiore et San Giovanni Maggiore avec des éléments architecturaux qui remontent aux IVe et Ve siècles av. J.-C. Sous le règne des rois angevins, l'urbanisme est influencé par l'architecture gothique notamment française qui s'affirme dans les édifices religieux comme la nouvelle cathédrale, la basilique San Lorenzo Maggiore, la basilique Santa Chiara, ainsi que dans d'autres bâtiments séculiers, tels que le castel Capuano et le castel Nuovo. À l'époque aragonaise, au XVIe siècle, un grand nombre de structures de qualité, civiles et religieuses, se construisent et se reconstruisent avec la fortification des murailles, le palais royal, de nombreux palais, églises du Gesù Nuovo, San Paolo Maggiore, le collège jésuite de Capodimonte, etc. Le castel dell'Ovo, transformé en forteresse par les Normands au XIIe siècle, trouve son aspect actuel à la fin du XVIIe siècle. Le cœur historique de Naples renoue depuis le début du XXIe siècle ses liens avec le baroque napolitain dont nombre d'édifices ont été récemment restaurés (comme l'église des Oratoriens ou la chartreuse San Martino) et font de Naples une des villes baroques les plus remarquables d'Europe.
Le vieux centre est aussi typique pour son atmosphère bruyante et animée où l'odeur de four à bois des trattoria rappelle également que la reine des pizzas appelée Marguerita est née ici. À Noël, l'une des grandes traditions séculaires est le marché artisanal aux crèches et aux santons.
Un classique du centre historique, c'est aussi les panni stesi (en français : linges étendus). Toute l'année et par n'importe quel temps (soleil, pluie, vent), dans ce quartier, on trouve du linge étendu aux fenêtres ! À tel point qu'un proverbe populaire en napolitain dit : « Ma sti pann nun s'asciuttano maje? » (« Mais ces linges ne sèchent-ils, donc, jamais? »).

## Événements

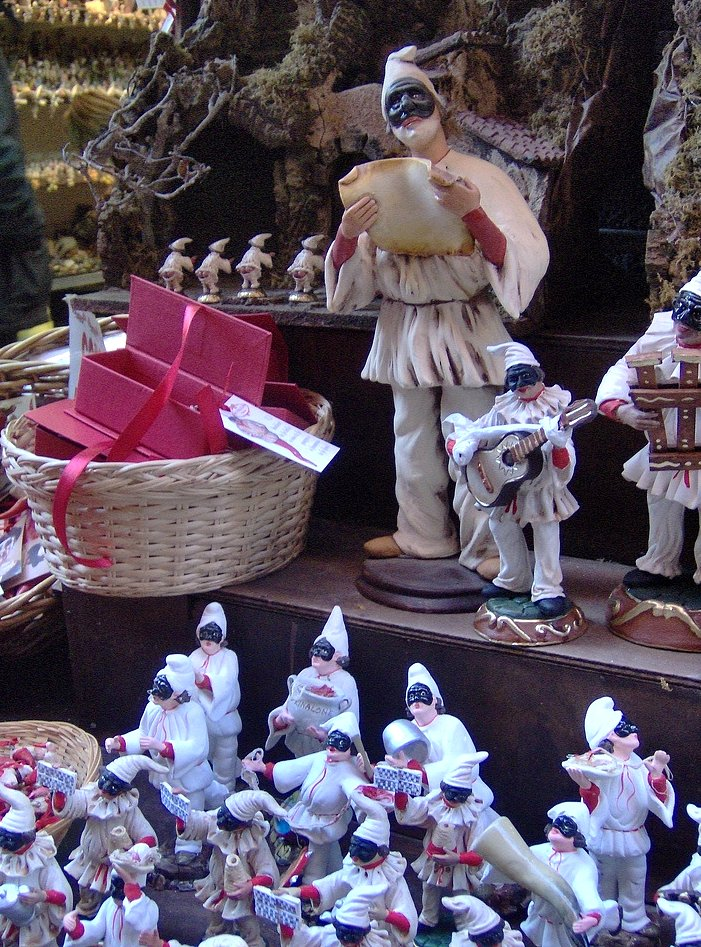
Figurines de Pulcinella, via San Gregorio Armeno.

- Le 17 janvier[2], à l'occasion de la fête de Saint Antoine de Padoue, les Napolitains rassemblent tous les encombrants en bois à jeter, et forment de joyeux feux de joie au milieu des ruelles et les placettes.
- Au mois de mai (le samedi précédant le premier dimanche de mai), la traditionnelle fête de San Gennaro (Saint Janvier), donne lieu à une fastueuse procession des statues - conservées durant l'année dans le Duomo – et qui trouve son point culminant  avec le miracle de la liquéfaction du sang du saint.
- En juin, le Château Sant'Elmo accueille durant une semaine le NapoliFilmFestival, festival du cinéma, consacré aux jeunes talents du cinéma napolitains ainsi qu'aux longs métrages et documentaires internationaux.
- Les célébrations de la Madonna del Carmine (Notre-Dame du Mont-Carmel) ont  lieu le 16 juillet et se prolongent pendant une semaine pour se terminer  avec le fameux spectacle pyrotechnique qui embrase, tel un incendie, le campanile de l'église de la Madonna del Carmine, haut de 75 mètres (le plus haut de la ville).
- De novembre à décembre, le dynamique et caractéristique marché aux santons de Noël, dans la via San Gregorio Armeno et dans les rues adjacentes à l'église, où l'on trouve toutes sortes de figurines pour des crèches de toutes dimensions.

## Protection
La zone du Centre historique est identifiée par le plan d'urbanisme du 31 mars 1972. Tous travaux effectués dans cette zone doivent être soumis à des organes de protection du patrimoine nationaux et régionaux selon les lois n°1089 du 1er juin 1939 et n° 47 du 28 février 1985. Afin de conserver une parfaite authenticité au site, les matériaux de restauration comme le marbre blanc, le tuf jaune et le piperno gris sont extraits des carrières d'origine et ouvragés de façon essentiellement traditionnelle.

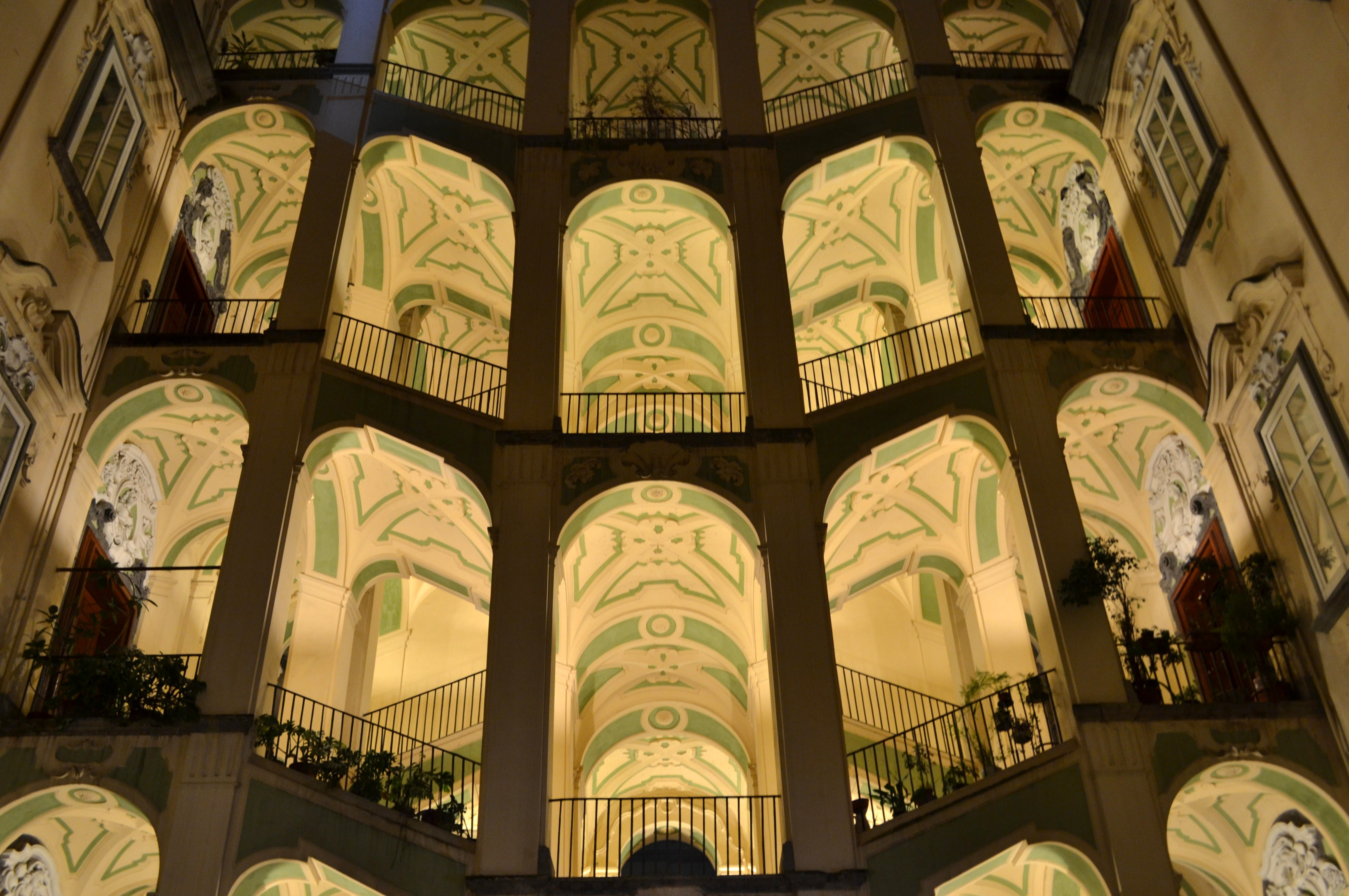
Cages d'escaliers ouvertes caractéristiques d'un palais napolitain.
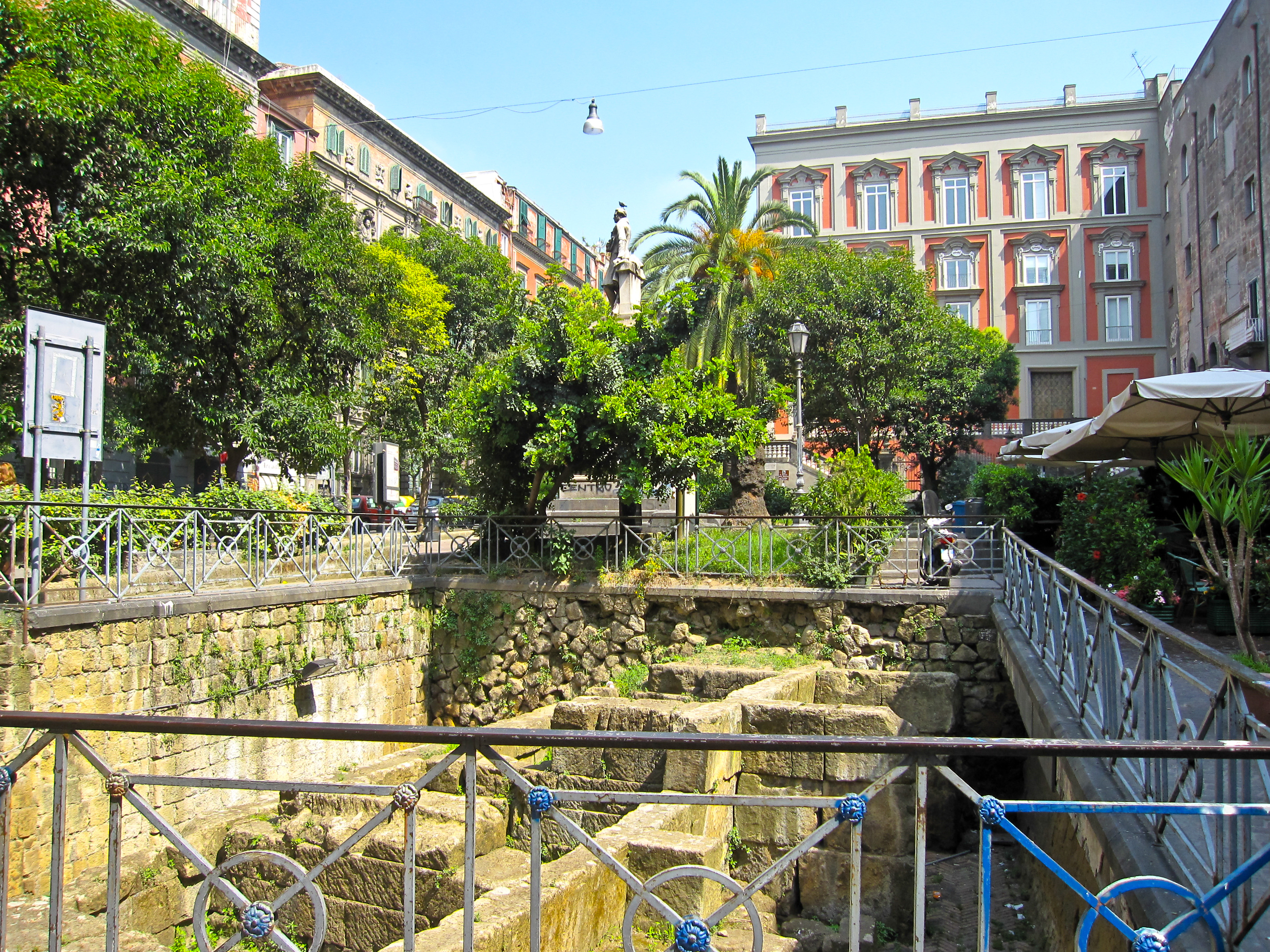
Murs grecs.
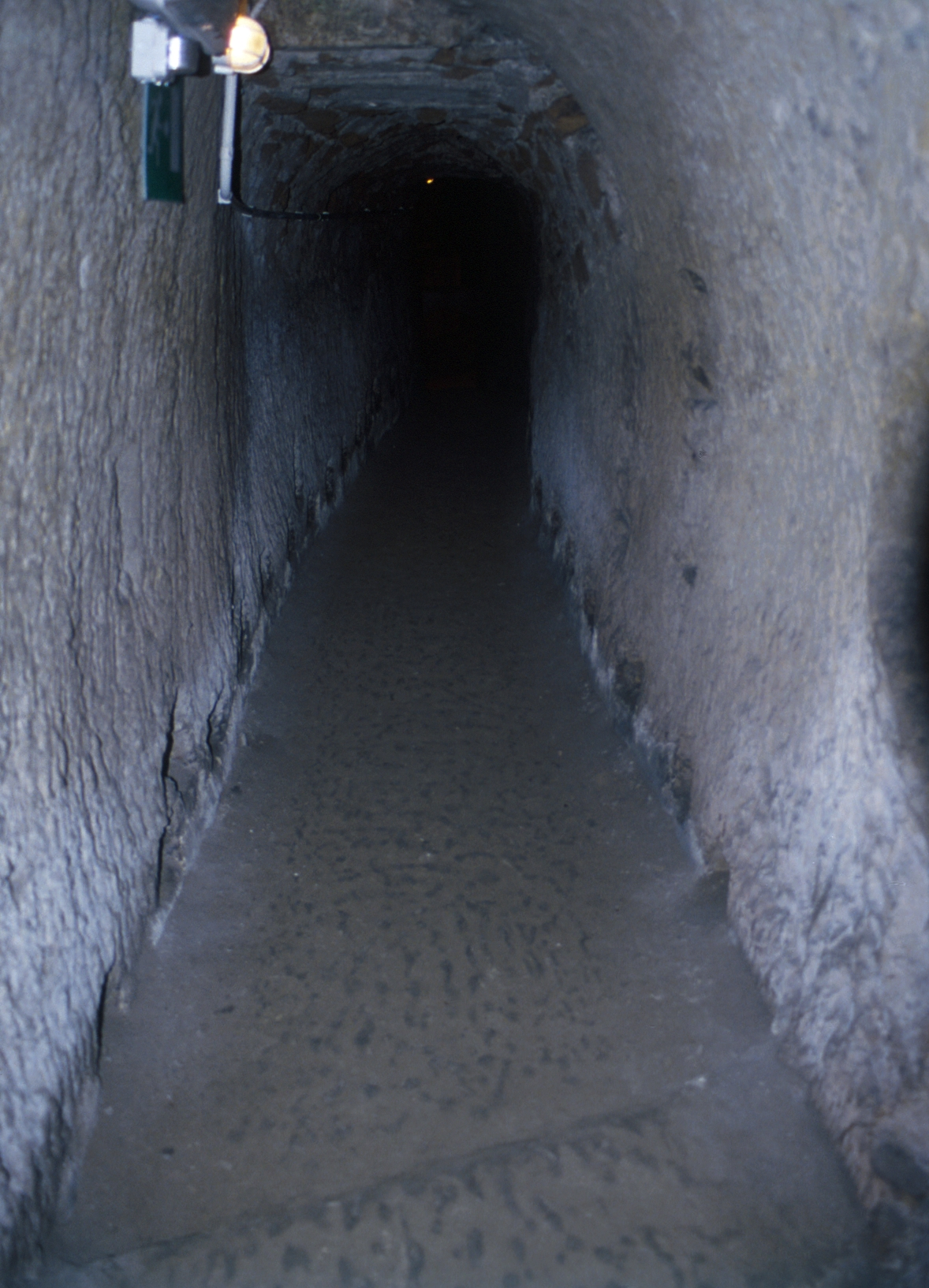
Ancien aqueduc romain.
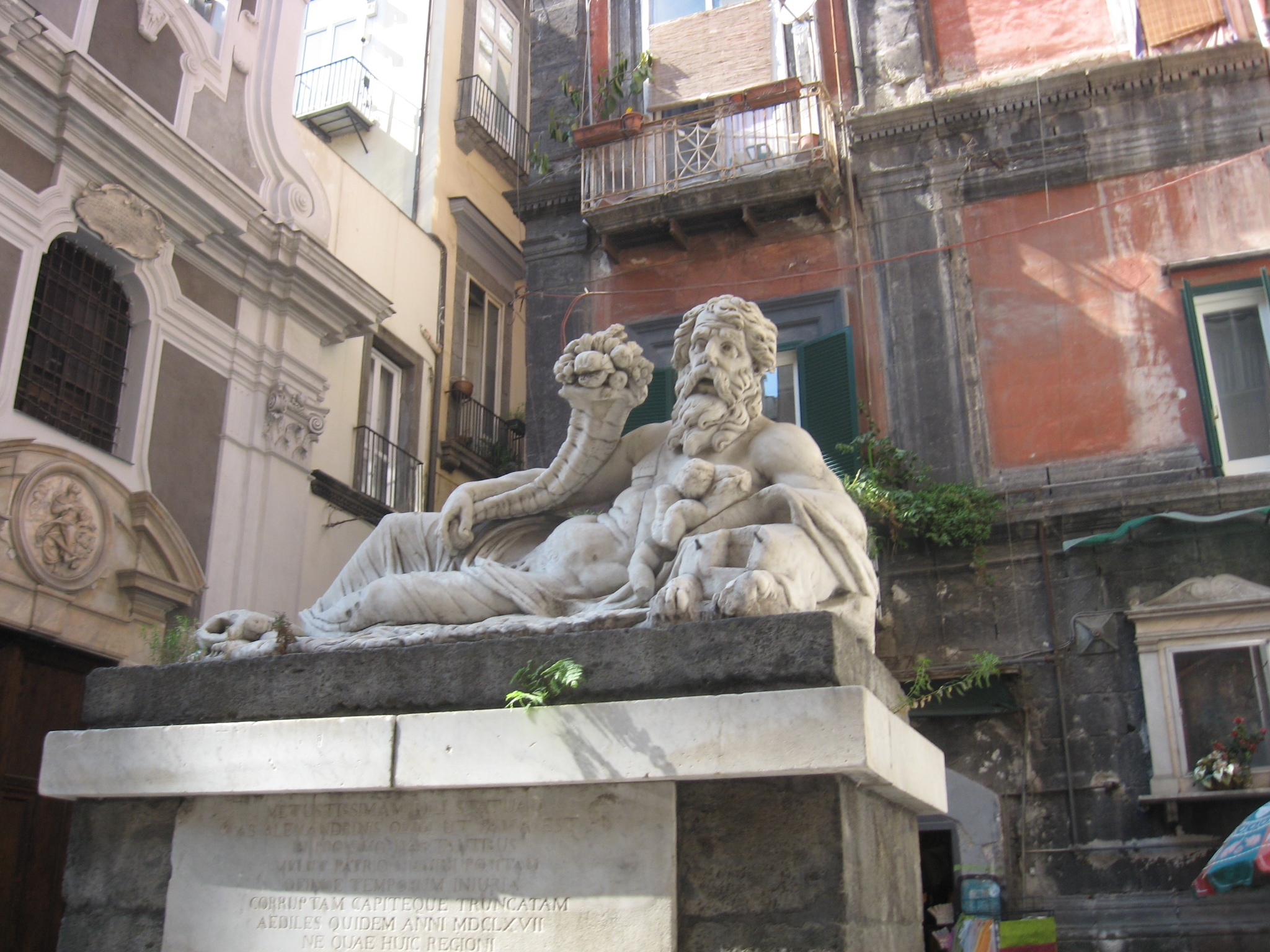
Semisdraiato (statue du Nil), en fond une partie du palazzo del Panormita.
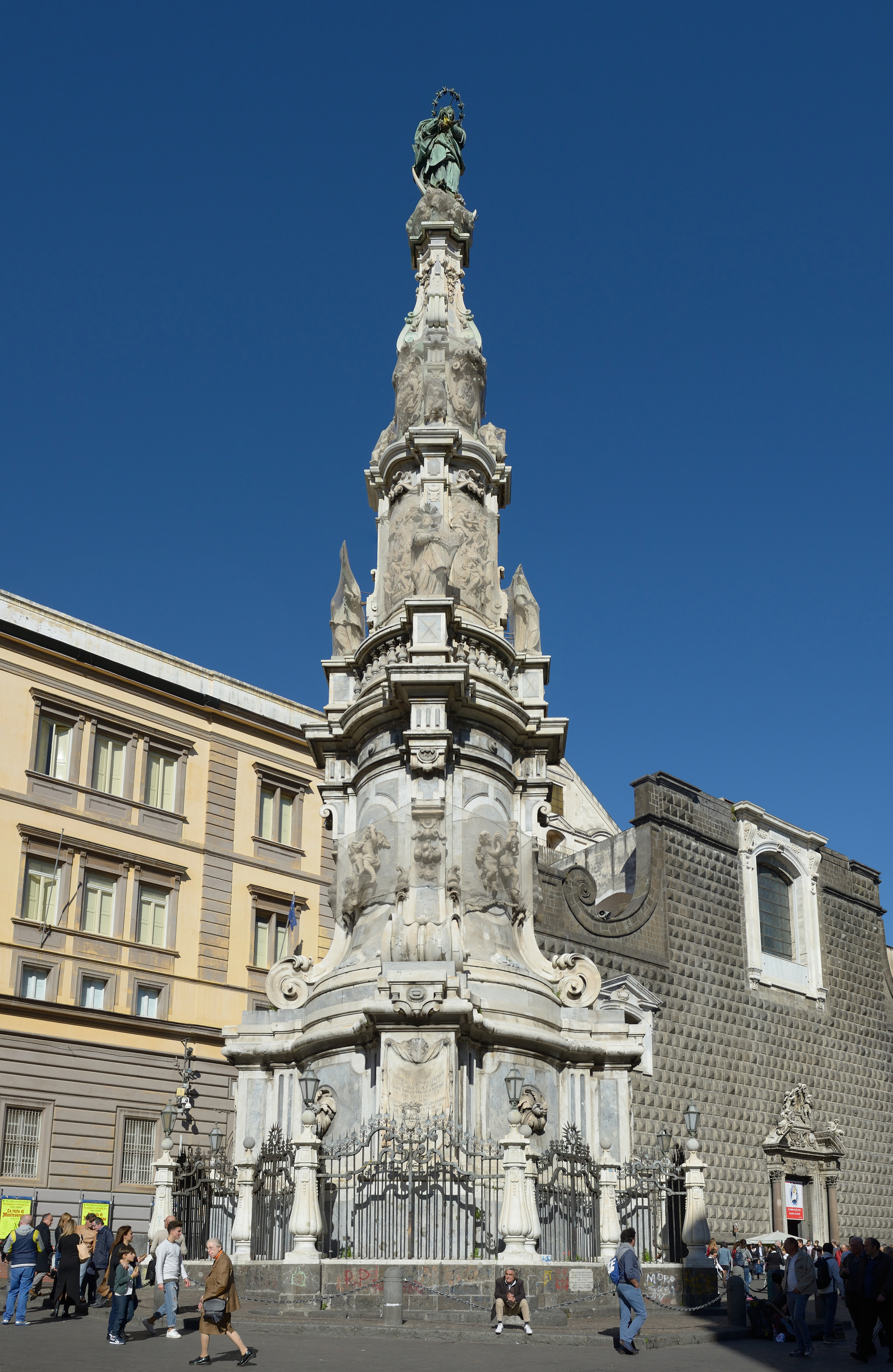
Pinacle de la piazza Gesù nuovo.
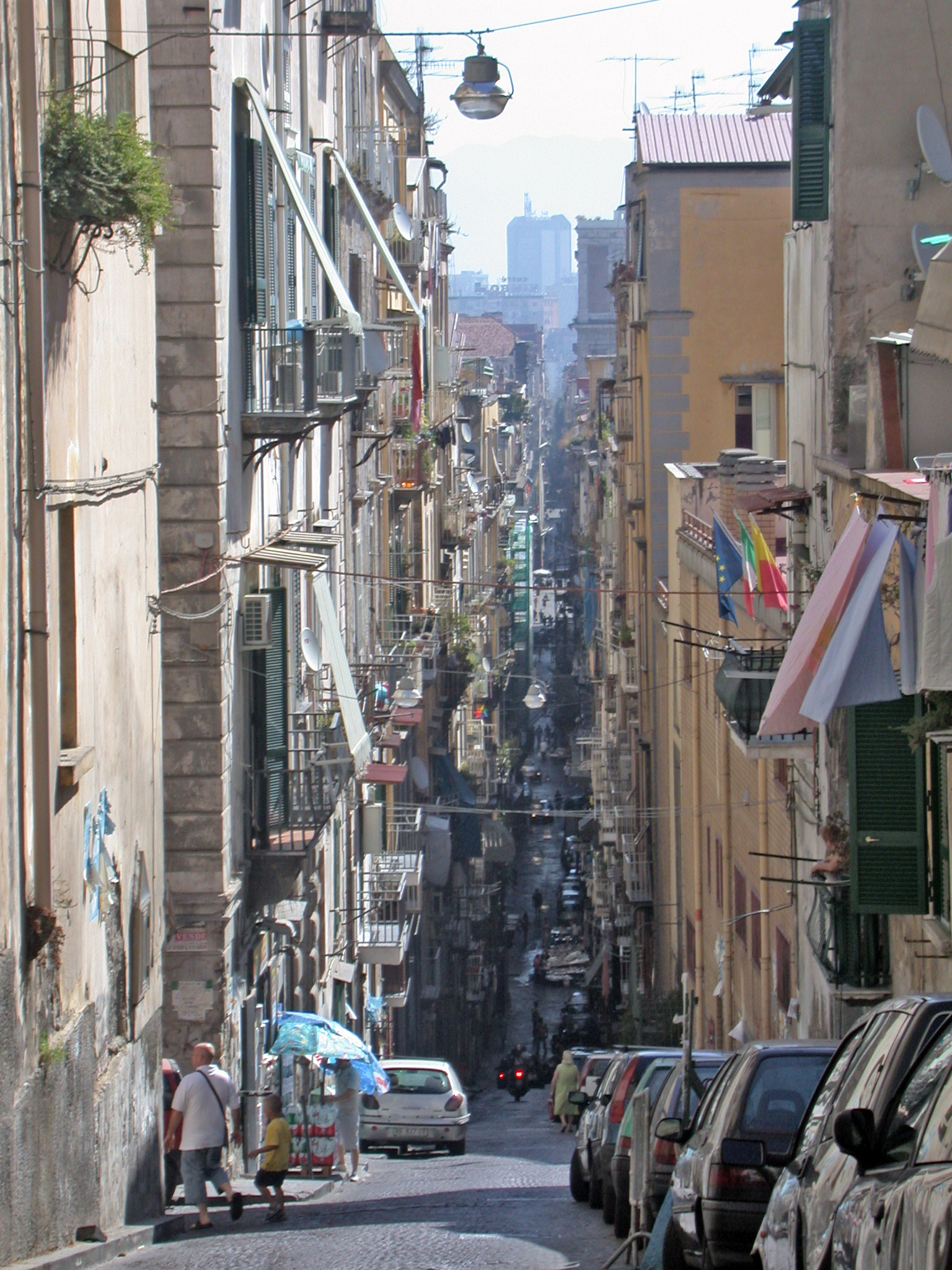
Via Spaccanapoli .
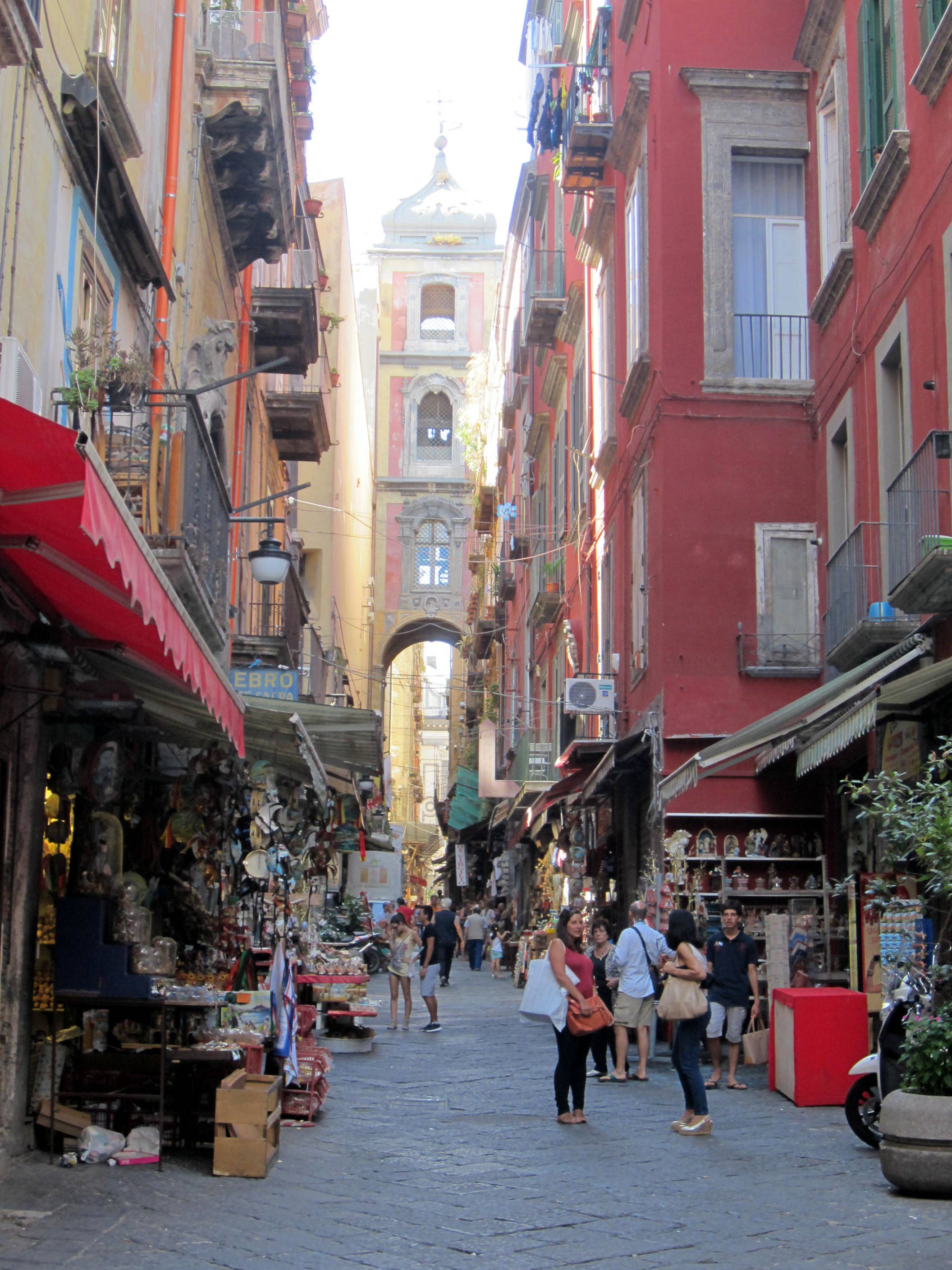
Via San Gregorio Armeno.
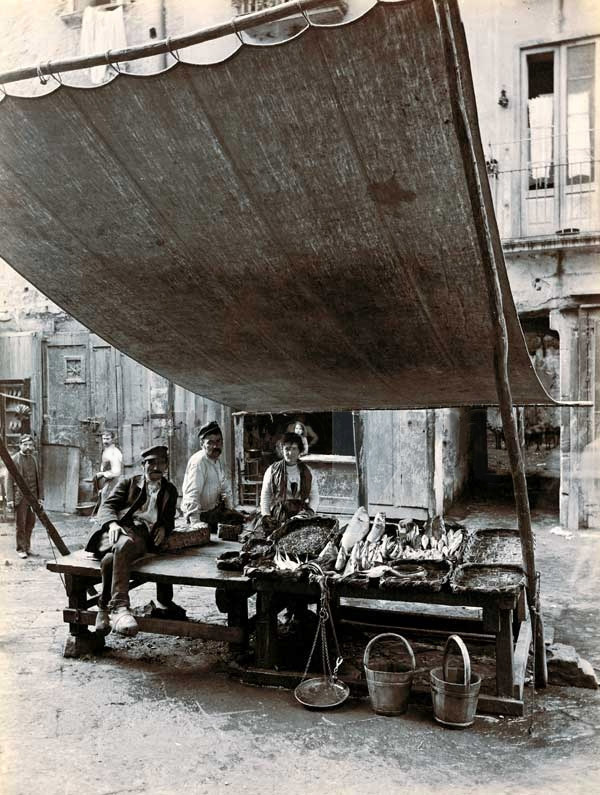
Banc de poissonnier en 1890 à Naples. Photographie Fratelli Alinari.